# Juan Martín Díez
Juan Martín Díez, anomenat l'Empecinado (en català: l'Entossudit) (Castrillo de Duero, Valladolid, 1775 - Roa, Burgos, 1825) va ser un militar espanyol, líder guerriller durant la Guerra del Francès.

## Biografia

### Primers anys
Juan Martín Díez, el Empecinado, va néixer el 5 de setembre del 1775 a Castrillo de Duero (Valladolid). Fill d'un pròsper camperol, va ser llaurador (encara es conserva la seva casa a la seva localitat). Als naturals de Castrillo, se'ls coneixia amb el malnom d'"empecinados", per un rierol, dit Botijas, ple de pecina (el llot verd d'aigües en descomposició) que travessa el poble. Es creu que d'aquí li venia el sobrenom.
Des de molt jove va tenir vocació militar. Als 18 anys es va enrolar en la campanya del Rosselló (Guerra de la Convenció, de 1793 a 1795). Aquests dos anys que va durar la contesa van ser per a ell un bon aprenentatge en l'art de la guerra, a més de ser el començament de la seva animadversió cap als francesos. El 1796 es va casar amb Catalina de la Fuente, natural de Fuentecén (Burgos) i en aquest poble es va instal·lar com a llaurador fins a l'ocupació d'Espanya per l'exèrcit de Napoleó el 1808. Això el va decidir a combatre els invasors. Es diu que la decisió la va prendre arran d'un fet succeït en el seu poble: una noia va ser violada per un soldat francès al qual Juan Martín va donar mort després.

### Participació en la Guerra del Francès (1808-1814)
A partir d'aquest succés, va organitzar una partida de guerrillers composta per amics i membres de la seva pròpia família. D'antuvi el seu lloc d'acció estava en la ruta entre Madrid i Burgos. Més tard va combatre amb l'exèrcit espanyol en els inicis de la Guerra del Francès: en el pont de Cabezón de Pisuerga (Valladolid) el 12 de juny del 1808; i a Medina de Rioseco (Valladolid), batalla que es va lliurar el 14 de juliol d'aquest mateix any. Van ser aquestes batalles perdudes i en camp obert, cosa que li van fer pensar que obtindria més bons resultats amb el sistema d'escamots, i així va començar amb èxit les seves accions bèl·liques a Aranda de Duero, Sepúlveda, Pedraza i tota la conca del riu Duero.
A 1809 va ser nomenat capità de cavalleria. En la primavera d'aquest mateix any el seu camp d'acció s'estenia per les serres de Gredos, Àvila i Salamanca, per a seguir després per les províncies de Conca i Guadalajara. La comesa principal d'aquests escamots era danyar les línies de comunicació i subministrament de l'exèrcit francès, interceptant correus i missatges de l'enemic i capturant combois de queviures, diners, armes, etc. El dany que es va fer a l'exèrcit de Napoleó va ser considerable, de tal manera que van nomenar al general Joseph Leopold Hugo com a «perseguidor en exclusiva» de l'Empecinado i la seva host. El general francès, després d'intentar la seva captura sense aconseguir-ho, va optar per detenir la mare del guerriller i algun familiar més. La reacció de Juan Martín fou endurir les accions bèl·liques i amenaçar amb l'afusellament de 100 soldats francesos presoners. La mare i els altres foren posats en llibertat.
El 1810 va haver de refugiar-se al castell de la ciutat salmantina de Ciudad Rodrigo (avui és Parador de Turisme), al qual van posar setge els soldats francesos. En 1811 va estar al comandament del regiment d'húsars de Guadalajara; comptava en aquell moment amb una partida d'uns 6.000 homes. A finals de 1812, mentre Gabriel Suchet atacava Morvedre, va capturar Calataiud. El 1813, el 22 de maig, va ajudar en la defensa de la ciutat d'Alcalá de Henares (Madrid), i al pont de Zulema, sobre el riu Henares va vèncer un grup de francesos que el doblaven en nombre. Més tard, Ferran VII donaria el seu consentiment perquè la ciutat d'Alcalá aixequés una piràmide commemorativa d'aquella victòria. Però el 1823, aquest mateix rei va ordenar la seva destrucció per ser símbol d'un "liberal"; encara que el 1879 els alcalaïns van tornar a aixecar un altre monument a l'Empecinado, al qual percebien com el seu alliberador. Aquest monument ha arribat als nostres dies.
El 1814, Juan Martín fou ascendit a Mariscal de Camp, i es guanyà el dret a signar com El Empecinado de forma oficial.

### Els Cent dies (març-juny de 1815)
Durant el període dels Govern dels cent dies (entre el retorn de Napoleó del seu bandejament a Elba i la seva derrota a Waterloo i segona abdicació), L'Empecinado es va mantenir al comandament de diferents forces situades als Pirineus, entre elles, les companyies del Regiment Infanteria Burgos núm. 2 desplegades en el Vall de Broto (Osca), localitat on va residir al juliol del 1815 i on, entre els seus costums, hi havia la cacera de l'os al proper barri de Bujaruelo, a la localitat de Torla.

### Restauraciói elTrienni Liberal(1820-1823)
Quan el rei Ferran VII va tornar a Espanya i va restaurar l'absolutisme, va prendre mesures contra aquells qui considerava enemics liberals, entre ells l'Empecinado, que va ser bandejat a Valladolid. El 1820 va tenir lloc el pronunciament del militar Rafael de Riego, i l'Empecinado va tornar a les armes, però aquesta vegada contra les tropes reialistes de Ferran VII.
Durant els anys següents, el trienni liberal, va ser nomenat governador militar de Zamora i finalment, Capità General. El 1823 acabava el règim liberal. Juan Martín va marxar llavors bandejat a Portugal. Des d'allí va demanar un permís per a tornar sense perill, permís que li va ser concedit, però va ser detingut a Olmos de Peñafiel i traslladat a Nava de Roa (Burgos), on va ser lliurat a l'alcalde de Roa de Duero (Burgos), Gregorio González. Allí va estar presoner, fent que l'exhibissin en una gàbia de barrots de ferro. Tals fets van arribar a l'oïda del militar liberal Leopoldo O'Donnell que va voler dur la causa als tribunals de justícia, però el corregidor de Roa ja havia ordenat la seva execució, que es va dur a terme el 20 d'agost del 1825, a la plaça.
Va morir penjat en lloc de ser afusellat. Benito Pérez Galdós conta a Los Episodios Nacionales que "l'Empecinado" va morir a baionetades, quan camí al patíbul es va desencadenar en una arrencada de desesperació i força i va aconseguir llevar l'espasa a l'oficial que l'acompanyava.

### El sobrenom
El 8 d'octubre del 1808, s'atorgà a Juan Martínez Díaz, natural de Castrillo de Duero (Valladolid), el privilegi d'usar el renom d'Empecinado, per part d'ell i dels seus fills i hereus.
El sobrenom d'aquest personatge històric ha donat nom en castellà a l'expressió empecinarse com a sinònim d'obstinar-se a aconseguir una fi. No obstant això, aquesta paraula venia de més antic, car era el sobrenom que tenien tots aquells que naixien al poble de Castrillo de Duero pel que sembla per l'abundància de pecina (llot negre) al rierol Botijas que creua el poble. La paraula empecinado tenia abans el sentit, referit a una persona, de brut i amb poca cura.

## Cercle Cultural Juan Martín "El Empecinado"
El Cercle Cultural Juan Martín "El Empecinado" va néixer per la inquietud i iniciativa d'una sèrie de persones, que sentint-se admiradors de "L'Empecinado" i conscients del mal pagament que va rebre en canvi de la seva lleialtat a una causa digna de millor sort, no podien romandre desocupats davant la situació d'oblit que es trobava aquest Invicte i Il·lustre personatge. Des de l'entitat cultural tracten de donar a conèixer aquest gran personatge. Entre les seves diverses activitats ja són tradicionals els homenatges que es realitzen cada any, entre els mesos d'agost i setembre a Roa de Duero (Burgos) i Castrillo de Duero (Valladolid).